# كريس لونغ (مدرب كرة سلة)
كريس لونغ (بالإنجليزية: Chris Long)‏ هو مدرب كرة سلة أمريكي، ولد في 6 يونيو 1968 في فيكسبيرغ في الولايات المتحدة.